# Кент (округ, Род-Айленд)
Кент (англ. Kent County) — округ, расположенный в штате Род-Айленд, США. Округ образован в 1750 году из южной части округа Провиденс. К 2010 году население округа Кент составило 166 158 человек.

## География

Штат Род-Айленд

Согласно данным Бюро переписи населения США округ имеет площадь 486.9 квадратных километров, из которой 440.3 кв. км — площадь суши и 46.6 кв. км — площадь водных территорий (водные территории занимают 9,53 % площади округа).

### Соседние округа
- Провиденс, Род-Айленд — север.
- Бристол, Род-Айленд — восток.
- Вашингтон, Род-Айленд — юг.
- Нью-Лондон, Коннектикут — запад.
- Уиндем, Коннектикут — запад.
- Ньюпорт, Род-Айленд — юго-восток.

## Демография
По данным переписи 2000 года на территории округа проживают 167 090 человек (44 969 семей). Плотность населения составляет 379 человек на кв. км. На территории штата расположены 70 365 жилищных единиц (160 единиц на кв. км). Расово-этнический состав: 95,54 % белых, 0,93 % негров и афроамериканцев, 0,23 % индейцев, 1,34 % азиатов, 0,02 % выходцев с островов Тихого океана, 0,65 % представители других наций и 1,28 % смешанное население. Выходцы из Латинской Америки составляют 1,69 %; 20,1 % составляют выходцы из Италии, 18,9 % — из Ирландии, 10,1 % — из Франции, 6,1 % — из Португалии, 6,1 % — французские канадцы и 11,1 % — англичане. Английский язык является первым для 92,0 % населения, для 1,9 % — испанский, для 1,4 % — португальский, для 1,5 % — французский и для 1,1 % — итальянский.